# Persona (серия игр)
Persona (яп. ペルソナ Пэрусона) — серия компьютерных игр, преимущественно разрабатываемых и выпускаемых японской компанией Atlus. Серия Persona является ответвлением серии Megami Tensei. Права на серию принадлежат компании Sega. Медиафраншиза Persona включает также основанные на играх аниме, мангу, книги и другие сопутствующие произведения.
Первая игра серии, Revelations: Persona (1996), развивала идеи и темы, заложенные в более ранней игре Shin Megami Tensei If... (1994). В этих и последующих играх серии героями, как правило, являются подростки — учащиеся старших классов школы, сталкивающиеся со сверхъестественными угрозами. Общими для игр серии темами являются внутренняя духовная жизнь человека и поиск себя; игры используют характерные образы и термины из аналитической психологии Юнга, мифов, религий и фольклора разных народов мира. В сражениях герои используют «Персоны» — переосмысленные юнговские архетипы, отражающие психику каждого персонажа. Начиная с игры Persona 3 (2006), игры серии включают в себя элементы симулятора жизни — игрок должен развивать «социальные связи» между персонажами.
В то время как ранние игры серии Megami Tensei в 1990-е годы не выпускались за пределами Японии, игры серии Persona были переведены на английский язык и выпущены в Северной Америке и позже Европе. Их популярность позволила Atlus наладить издательский бизнес на зарубежных рынках. Многие игры серии получали высокие отзывы критиков и коммерческий успех. На 2024 год совокупные продажи игр серии достигли 22,6 миллиона копий.

## Общие черты

### Геймплей
Основная серия Persona является серией японских ролевых игр и черпает много заимствований из исходного сериала Megami Tensei. Так же, как и в большинстве JRPG, игра делится на исследование подземелий, непосредственно бои и времяпрепровождение за пределами подземелий. Боевая система серии является пошаговой, с использованием системы слабостей и сильных сторон участников битвы. Противниками в Revelations: Persona и Persona 2 являются демоны, а в Persona 3 ,4 и 5 — Тени. Когда игрок или противник инициируют бой, игра переключается в боевой режим. При наступлении своей очереди, игрок вправе выбрать действия из навигационного меню для себя и своей команды (Persona 3 и Persona 3 FES ограничивает выбор действий для сопартийцев только выбором тактик из представленного набора). В арсенале игрока присутствуют атаки обычным оружием, атака огнестрельным оружием и атака умением своей Персоны. Каждая из атак имеет свою характеристику, которая окажет свой эффект на противника.
Атаки делятся на физические (в Persona 3 они подразделяются на колющие, дробящие и режущие), огнестрельные и стихийные — огонь, лёд, ветер, электричество, свет, тьма (дополнительно в некоторых частях присутствовали прочие стихии). Есть так же умения, которые не имеют принадлежности к стихиям и категориям — всемогущие (англ. almighty); их нельзя блокировать, они не поражают слабые стороны противников и чаще всего наносят высокий урон. Присутствуют и вспомогательные заклинания, вроде исцеления или улучшения боевых характеристик персонажей. При использовании умений тратятся очки SP (англ. spirit points, рус. «очки духа»), физические умения тратят HP.
Основная особенность боевой системы игр Persona — активное использование сильных и слабых сторон противников. При ударе атакой, к типу которой противник слаб, персонаж наносит высокий урон, а в поздних играх серии ещё и сбивает врага с ног, получая при этом дополнительный ход. Это позволяет атакующему провести ещё одну атаку вне очереди, а сбитый с ног противник должен будет потратить ход, чтобы подняться обратно на ноги. Если все находящиеся на экране противники одновременно сбиты с ног, игрок может скомандовать «Решительное наступление» (англ. All-Out Attack), благодаря которому вся команда героев одновременно атакует врагов, создав большой клуб дыма в духе комиксов и нанеся высокий урон по всем противникам. Для выяснения слабостей используется отдельная боевая команда «Анализ» (англ. Analyze), которая может подсказать доступные уязвимости.

### Переговоры
В Revelations: Persona и обоих Persona 2, а также Persona 5, игрок может общаться с противниками на манер основных игр «Megami Tensei» с целью добычи денег, предметов или информации. Эта система так же известна под названием «Контакт» (англ. Contact). Контакты осуществлялись во время битвы и позволяли игроку при удачном стечении обстоятельств пропустить битву целиком. У каждого из персонажей на поле боя были свои способности для влияния на противника, вроде угроз или похвалы демона. Например, протагонист Persona 2: Innocent Sin, Тацуя, будучи безмолвным, издавал звуки вроде пролетающего самолёта, а Майя (которая работает на журнал для подростков) могла взять интервью. Каждый противник так же мог отреагировать на разговор по-своему, одинаковой тактики для всех просто не существовало. Шкала контакта делилась на четыре сектора: радость, страх, злоба или грусть. Трижды использовав один и тот же приём, игрок может достичь определённого результата. В Persona 2 так же имеется возможность совместного контакта трёх персонажей. Пробудив достаточный интерес демона по отношению к персонажу, игрок мог получить «карту заклинания» (англ. spell card) или карту Таро, которую мог использовать позже в Бархатной Комнате для призыва новых персон.

### Социальные связи
Убрав из Persona 3 возможность контакта с противниками, Atlus добавила возможность общения за пределами подземелий с другими персонажами. Система «Социальных Связей» («Community» (コミュニティ) в японской версии, англ. «Social Link») стала незаменимой частью игрового процесса, позже в полном виде перейдя и в Persona 4. Социальными связями называются отношения, которые протагонист развивает по мере прохождения игры, узы дружбы и понимания между персонажами, питающие духовную силу. Каждая социальная связь обозначается соответствующей Старшей Арканой колоды Таро. В последних выпусках Persona протагонистом является школьник старшей школы, который днём посещает занятия и имеет возможность проводить время после занятий по своему усмотрению — учиться, ходить в кинотеатры или гулять с одноклассниками. Все эти действия напрямую отражаются на боевых способностях, которые используются при исследовании подземелий по ночам.
Социальные связи развиваются по рангам, начиная с низшего, первого, и заканчивая высшим, десятым. Ранги повышаются по мере того, как протагонист проводит время со знакомыми и активирует определённые события. Развитие ранга может остановиться и ухудшиться, если главный герой забудет про товарища, выберет неверный вариант ответа в диалоге или назначит две встречи на один день. Эффект будет длиться до тех пор, пока главный герой не наладит отношения с участником той или иной социальной связи. Определённые социальные связи можно «оборвать», из-за чего игрок не сможет до конца игры создавать Персон этой Арканы.
Основная ценность социальных связей — дополнительные очки опыта во время скрещивания Персон в Бархатной Комнате; чем выше ранг социальной связи — тем больше опыта получит созданное существо. Максимальный ранг позволяет открыть сильнейшую Персону соответствующей Арканы, которую невозможно получить обычным скрещиванием. Социальные связи и их развитие также зависимы от личных качеств протагониста, которые нужно развивать по мере прохождения игры определёнными действиями. В Persona 3 такими атрибутами являются успеваемость, привлекательность и смелость. В Persona 4 их больше — понимание, усердие, смелость, знания и выразительность. Характеристики персонажа могут быть улучшены, если протагонист будет заниматься соответствующим им деятельностью, вроде чтения в библиотеке или подработки.
Социальные связи с членами партии в Persona 4 и Persona 3 Portable позволяют соответствующим персонажам совершать дополнительные действия в бою. Например, персонаж может закрыть собой протагониста от смертельной атаки или же совершить уникальную атаку во время боя.
Определённые социальные связи с противоположным полом игрок может развить в романтические отношения. В Persona 3 игрок может заводить только одни романтические отношения, но в Persona 4 протагонист может встречаться с несколькими девушками сразу без каких-либо последствий, даже несмотря на то, что игра предупреждает игрока о наличии отношений с другой девушкой. В Persona 4 Golden у героя появляются дополнительные сцены со свиданиями и Днём Святого Валентина.

### Персона
Основная механика данной серии игр является использование Персон — воплощение души, разума и личности человека, принимающее форму демонов, богов или древних героев. Согласно мифологии игры, у человека существует две стороны личности — Персона и Тень. Тени являются воплощением негативных и подавляемых эмоций, которым человек не даёт выход. Человек, сумевший обуздать свои эмоции и скрытые чувства, превращает Тень в Персону — инструмент для помощи в сложных ситуациях. Если личность принимает серьёзное решение и обретает чёткую цель в жизни, Персона может эволюционировать в более сильный вариант.
Вызов Персоны разнится от произведения к произведению, но чаще всего это сопровождается появлением синего тумана. Длительное использование Персоны истощает владельца оной.
Персон можно скрещивать по своему вкусу в Бархатной Комнате. У каждой из Персон есть свои параметры, набор умений, сильные и слабые стороны. Комбинация нескольких Персон может привести к образованию новой сущности с нужными игроку умениями (некоторые из них передаются от исходных Персон).

### Филемон
Филемон (яп. フィレモン Фирэмон) — некая высшая сущность, играющая центральную роль в событиях всей серии. Персонаж происходит из учений Карла Юнга, где описывается как «мудрый дух-путеводитель». Люди видят Филемона в виде человека в маске. В Revelations: Persona на одной из сторон его маски нарисовано пурпурное крыло бабочки. У Филемона длинные волосы, собранные и завязанные в хвост. В Persona 2 его одежда немного меняется, как и маска. В Persona 3 и Persona 4 Филемон появляется только в облике голубой бабочки.
Филемон является нейтральным наблюдателем, не вмешивающимся в события. Он не может напрямую помогать героям, но всё равно оказывает своего рода поддержку, создав и предоставив в их распоряжение Бархатную Комнату со своими слугами внутри. Основная цель Филемона — эксперимент, в ходе которого он пытается узнать, смогут ли люди достичь просветления и возвышения над самими собой или же окончательно и бесповоротно уничтожат сами себя. Вторым участником этого эксперимента является Ньярлатотеп, другая божественная сущность; однако он нарушает одно из правил эксперимента и вмешивается в события, сподвигая человечество к самоуничтожению. Ньярлатотеп является воплощением всего человеческого зла и ненависти с жаждой разрушения, в то время как Филемон является воплощением надежды и развития.
Эксперимент является лишь частью продолжительного противостояния Филемона и Ньярлототепа, а события Persona — всего лишь попытки выяснить содержимое человеческих душ и эмоций, их переполняющих. Неизвестно, что произошло со злой сущностью после нескольких побед Филемона, однако точно известно, что война всё ещё не окончена.
В Persona 2: Eternal Punishment игрок может сразиться с Филемоном в одном из подземелий.

### Бархатная Комната
Бархатная Комната, в оригинале Velvet Room (яп. ベルベット・ルーム Бэрубэтто: Рууму) — пространство, заключённое между сознательным и подсознательным, встречающееся в каждой игре серии в той или иной степени и играющее одно из ключевых ролей в повествовании. Пространство чаще всего представляет собой комнату, каждый раз выглядящую по-разному, но всегда окрашенную в синий цвет. Смотрителем Бархатной Комнаты является существо по имени Игорь (яп. イゴール Иго:ру) — остроухий старик с длинным носом. Игорь является центральной фигурой в приключениях протагонистов, направляя их на нужный путь или предсказывая будущее общими фразами. В первых двух играх Persona Игорь представляется «простым слугой Филемона», хотя на самом деле является чем-то большим. Будучи марионеткой, созданной Филемоном, Игорь задаётся вопросом, является ли он всего лишь инструментом, куклой, или даже человеком. В любом случае, он проявляет недюжинный интерес к людям. Чуть позже в Бархатной Комнате он создаёт себе помощников, появляющихся в разных играх серии — Элизабет, Теодора и Маргарет. Как и Игорь, они неоднократно задаются вопросом о смысле собственного существования. Одна из помощников Игоря, Элизабет, после событий Persona 3 покидает Бархатную Комнату.
Сама же Бархатная Комната служит с основной целью — управление и скрещивание Персон. Вход в комнату видят только люди с высокой духовной активностью, чаще всего такими людьми являются владельцы Дикой Карты (способность содержания в себе несколько персон сразу). В Persona 3, Persona 3 FES и Persona 4 в Комнату могут войти только те, кто получили Бархатный Ключ (иными словами, приглашение). Музыкальной темой Бархатной Комнаты является композиция Aria of the Soul.
Метод призыва Персон разнится от игры к игре. В Revelations: Persona Игорь взывает к реальности подсознания; всплеск эмоций позволяет двум демонам слиться в одну Персону. В Persona 2 Игорь использует телефон, который питается от силы карт Таро, полученных протагонистом в бою. В соединении с музыкой Беладонны и Безымянного (других жителей Бархатной Комнаты) осуществляется призыв Персоны. В случае Persona 3 и Persona 4 Игорь осуществляет некий магический ритуал, который соединяет несколько карт Персон в одну новую, осуществляя прямой призыв духа из души главного героя. В Persona 5 скрещиванием Персон занимаются помощницы Игоря, Каролина и Юстина, во второй половине Persona 5 Royal — Лавенца.
Название «Бархатная Комната» было взято из повести Эдгара Алана По под названием «Маска Красной смерти». В книге упоминается семь комнат, обозначавших семь стадий жизни. Предпоследняя комната, располагавшаяся перед «комнатой смерти», была описана как «бархатные чертоги». Главный герой книги, принц Просперо, погибает именно там.

## Состав
Вселенная продуктов Shin Megami Tensei Persona состоит из пяти основных сюжетных вселенных, разделённых по принципу принадлежности к миру той или иной номерной игры, периодически пересекающихся друг с другом в виде гостевых персонажей или отсылок. Основная серия состоит из шести основных вышедших на данный момент игр, шести переизданий и ремейков и многочисленной связанной с ними продукции, вроде аниме, манги, книг и аудиоспектаклей.
Вторая часть сериала, Persona 2, была выпущена в двух частях: Persona 2: Innocent Sin (известна как Persona 2 Tsumi в Японии), выпущенная в 1999 году для PlayStation была продолжена Persona 2: Eternal Punishment (известна в Японии как Persona 2 Batsu) в 2000 году. Из них только сиквел был переведён на английский язык и издан на Западе, однако Innocent Sin был перевыпущен для PlayStation Portable в 2011 году. Стоит заметить, что выход ремейка Eternal Punishment для PSP на Западе был отменён.
Persona 3 принесла изменения в основную концепцию сериала, введя в игру распорядок дня и симуляцию жизни школьника — днём игрок посещал школу, а после занятий мог тратить время на улучшение социальных связей или собственных параметров. Все действия в дневное время суток влекли за собой влияние на боевую составляющую игры — игрок мог получить преимущество в бою или более сильных Персон в своё распоряжение. Для вызова Персоны персонажу необходимо было использовать устройство, напоминающее пистолет, называемое «призыватели» (англ. «Evoker»); для успешного вызова персонажу нужно было выстрелить из Призывателя себе в голову.
Persona 4 улучшила основные механики третьей игры. Игра сменила зависимость от лунных фаз на погодные условия.

### ВселеннаяRevelations: Persona
Первая игра в серии под названием Revelations: Persona, известная в Японии под названием Megami Ibunroku Persona (яп. 女神異聞録ペルソナ Мэгами Ибунроку Пэрусона), вышла в 1996 году для консоли PlayStation. Японская версия была чуть позже портирована на персональные компьютеры. Игра разворачивается в современной Японии и рассказывает о группе школьников, борющихся с напавшими на город демонами с помощью оружия и Персон.
Игрок взаимодействует с миром различными способами. По городу персонажи путешествуют при помощи карты, по которой могут передвигаться в виде схематичных фигур. Камера в это время находится на высоте птичьего полёта. В отличие от последующих выпусков Persona, исследование подземелий осуществляется с видом от первого лица, как и в основных играх серии Megami Tensei. Вид переключается на изометрический во время сюжетных сцен или при входе в комнаты, что позволяет игроку взаимодействовать с другими персонажами. Вернулась из основных выпусков и система фаз луны, влияющая на ход игры. Помимо своеобразного хронометра, статус луны позволяет понять, как будут действовать демоны в бою и как они будут реагировать на контакт с персонажами.
Ремейк игры, озаглавленный как Shin Megami Tensei: Persona вышел на PlayStation Portable в 2009 году. Переиздание включает в себя переделанный пользовательский интерфейс, новые видеовставки, новые уровни сложности и переписанный заново саундтрек.
Игры для домашних и портативных консолей
- Revelations: Persona — PlayStation (1996), Windows (1999)[6]
- Megami Ibunroku Persona Digital Collection — Windows (1998)
- Shin Megami Tensei: Persona — PlayStation Portable (2009)[7]

Мобильные и браузерные игры
- Megami Ibunroku Persona: Ikuu no Tou Hen — мобильные телефоны (2006), Nintendo Switch, Windows (2023)

Манга
- Megami Ibunroku Persona

Книги
- Megami Ibunroku Persona: Shadow Maze

### ВселеннаяPersona 2
Представителем сиквела Revelations: Persona является дилогия игр Persona 2. Первой игрой в серии является Shin Megami Tensei: Persona 2 - Innocent Sin, вышедшая в 1999 году на платформе PlayStation. Прямым продолжением истории в параллельной реальности является её сиквел, Persona 2: Eternal Punishment. Обе игры являются прямыми сиквелами Revelations: Persona, заимствуя персонажей из первой игры в различных ролях.
Действие Innocent Sin разворачивается в наши дни в крупном японском городе Сумару Сити и рассказывает историю учащегося старшей школы по имени Тацуя Суо (хотя игрок может самостоятельно дать ему имя в начале игры), который встречается с Филемоном и получает от него силу Персоны. В начале игры на город опускается проклятье: все слухи, распространившиеся среди большого количества людей, становятся правдой. Как и в предыдущей игре, для навигации и перемещения по городу используется карта мегаполиса с высоты птичьего полёта. В Persona 2 игрок впервые может исследовать подземелья с помощью изометрической камеры, а не от первого лица, как ранее. Действие происходит в различных районах; по мере прохождения игры открываются дополнительные районы, в которых могут происходить новые сюжетные события. В тех же районах расположены различные магазины и рестораны, а также Бархатная Комната. В каждом из торговых центров так же можно найти людей, распространяющих слухи.
Вторая часть дилогии, Eternal Punishment, разворачивается несколько месяцев спустя, но не в том же мире, а в параллельной вселенной, где событий Innocent Sin не происходило. Все персонажи игры-предшественницы присутствуют и тут, но они не знакомы друг с другом. Протагонистом в этот раз становится Майя Амано из Innocent Sin, превращаясь в традиционного «молчаливого героя», каким был Тацуя Суо. Всего в Eternal Punishment присутствует 7 основных персонажей, из них двое не могут быть завербованы в команду одновременно. Среди персонажей присутствует и Тацуя, который оказывается единственным, кто помнит событий Innocent Sin. Повествование Eternal Punishment содержит множество отсылок и флэшбеков к предыдущим играм.
История дилогии крутится вокруг серии убийств в городе Сумару, а также некого Джокера, который и инициирует эти убийства. Перед смертью жертвы Джокера получают записку «Ты следующий», после чего умирают. Сначала Тацуя, а потом и Майя оказываются втянуты в круговорот событий, но развитие истории в обеих играх происходят по-своему.
Оригинальная версия Persona 2: Innocent Sin не была выпущена на английском языке, вместо этого в 2000 году на английский язык была переведена Persona 2: Eternal Punishment. В 2008 году был выпущен фанатский перевод Innocent Sin для PlayStation. Улучшенные переиздания дилогии для PlayStation Portable увидели свет в 2011 и 2012 году, соответственно. Забавно, что в этот раз история с релизом только одной игры дилогии снова повторилась, но с точностью до наоборот — ремейк Eternal Punishment для PSP не стали переводить на английский язык. Чуть позже Atlus выпустит оригинальную версию игры в PlayStation Network.
Игры для домашних и портативных консолей
- Shin Megami Tensei: Persona 2 - Innocent Sin — PlayStation (1999)[8], PlayStation Portable (2011)
- Persona 2: Eternal Punishment — PlayStation (2000), PlayStation Portable (2012)

Мобильные и браузерные игры
- Persona 2 Tsumi: Lost Memories — мобильные телефоны (2007)
- Persona 2 Batsu: Infinity Mask — мобильные телефоны (2008)

Манга
- Persona: Tsumi To Batsu

### ВселеннаяPersona 3
Shin Megami Tensei: Persona 3 вышла в Японии в 2006 году для PlayStation 2.
В Persona 3 главным героем является сирота-старшеклассник, который присоединяется к специализированному факультативному исполнительному отделению (англ. Specialized Extracurricular Execution Squad, SEES), группе учеников, исследующих «тёмный час», скрытое время, наступающее ровно в полночь между одним днём и следующим за ним. Во время тёмного часа игрок посещает Тартар, огромную башню, населённую «тенями», созданиями, питающимися разумом людей. Чтобы противостоять теням, каждый член SEES может призывать Персону и использовать стандартное оружие. Одной из самых запоминающихся особенностей игры является метод, которым члены SEES высвобождают своих Персон: они стреляют себе в голову похожим на обычный пистолет «Вызывателем» (англ. Evoker, от англ. evoke — «пробуждать», «вызывать духов»).
Группа SEES состоит из протагониста Макото Юки (Минато Арисато в манге), его глуповатого друга Дзюмпэя Иори, жизнерадостной девушки Юкари Такэбы, старосты школы Мицуру Киридзё, боксёра Акихико Санады, навигатора Фуки Ямагиси, среднеклассника Кена Амады, пса Коромару, робота Айгис, и проблемного подростка Синдзиро Арагаки. В P3P есть возможность играть за женского протагониста по имени Котонэ Сиоми (ещё известна как Минако Арисато). Помимо SEES, пользоваться персонами умеют члены банды Стрега: Такая Сакаки, лидер группы, его друг Дзин Сирато и Тидори Ёсинио, загадочная девушка, которая любит рисовать.
Действие игры происходит в 2009 году в японском городе под названием Иватодай, основанном и построенном корпорацией Киридзё. Проводимые 10 лет назад эксперименты привели к появлению «тёмного часа», времени между одним днём и следующим. В ходе этого времени большинство людей оказываются спящими в своих гробах, где им ничего не угрожает; но в то же время есть и небольшая группа людей, которые могут продолжать передвигаться в это время. Тёмный час изменяет реальность; старшая школа Гэккокан, которую посещает большинство персонажей, становится ночью громадным лабиринтом — Тартаром, а существа, известные как «тени» наводняют улицы, похищая разум тех, кто остался в сознании. Их жертвы вне тёмного часа оказываются в состоянии практически полного оцепенения. Persona 3 на данный момент единственная игра, где можно играть за протагониста женского пола.
Persona 3 явилась своего рода «перезапуском» для сериала Persona. В дополнение к обычным для серии элементам Persona 3 содержит в себе ещё и элементы игр-симуляторов, так как главный герой развивается день за днём на протяжении всего учебного года, заводя друзей и развивая взаимоотношения с ними, что усиливает его Персон в сражениях. Именно в третьей игре появилась возможность использовать социальные связи, а также своеобразное разбиение дня на секции — «Утро», «После школы» или «Вечер». Почти все действия рассчитаны на какой-то один из периодов дня и недоступны в другие.
Расширенная и дополненная версия игры, названная Persona 3 FES, являющаяся в своём роде «режиссёрской», и содержащая в том числе и новый эпилог, была выпущена в 2007 году в Японии, а в 2008 и в остальном мире. Версия игры для PlayStation Portable, названная Persona 3 Portable, вышла 1 ноября 2009 года в Японии и 6 июля 2010 года в Северной Америке. В данной версии добавили возможность играть за персонажа женского пола, новые сюжетные элементы и музыку, а также новый интерфейс, разработанный специально для PSP. По мотивам Persona 3 было выпущено множество сопроводительных произведений.
В 2013 году игра получила полнометражную аниме-адаптацию, разбитую на четыре фильма. Первый из них, Persona 3 The Movie: No. 1, Spring of Birth, вышел в кинотеатрах Японии в 2013 году.
Игры для домашних и портативных консолей
- Shin Megami Tensei: Persona 3 — PlayStation 2 (2006)
- Shin Megami Tensei: Persona 3 FES — PlayStation 2 (2007)
- Shin Megami Tensei: Persona 3 Portable — PlayStation Portable (2009), PlayStation 4, Xbox One, Xbox Series X|S, Nintendo Switch, Windows (2023)
- Persona 3: Dancing Moonlight — PlayStation 4, Playstation Vita (2018)
- Persona 3 Reload — PlayStation 4, PlayStation 5, Xbox One, Xbox Series X|S, Windows (2024)

Мобильные и браузерные игры
- Persona 3: The Night Before — браузерная игра (2006—2008)
- Persona Ain Soph — браузерная игра (2008—2010)
- Persona 3 Em — мобильные телефоны (2007)
- Megami Tensei Chaining Soul: Persona 3 — мобильные телефоны (2007)
- Megami Tensei QIX: Persona 3 — мобильные телефоны (2007)
- Aegis: The First Mission — мобильные телефоны (2007), Nintendo Switch, Windows (2024)
- Persona 3 Broken Shadow — мобильные телефоны (2008)
- Persona 3 Illust Puzzle — мобильные телефоны (2008)
- Persona 3 Escape — мобильные телефоны (2010)
- Persona 3 Social — мобильные телефоны (2010)

Манга
- Persona 3

Полнометражные аниме
- Persona 3 The Movie: No. 1, Spring of Birth (2013)
- Persona 3 The Movie: No. 2, Midsummer Knight’s Dream (2014)
- Persona 3 The Movie: No. 3, Falling Down (2015)
- Persona 3 The Movie: No. 4, Winter of Rebirth (2016)

Книги
- Persona 3: Shadow Cry
- Persona 3: Owari no Kakera
- Persona 3 FES: Alternative Heart
- Persona 3 Portable: Velvet Blue

### ВселеннаяPersona 4
Shin Megami Tensei: Persona 4 стала продолжателем идей Persona 3, развив идеи и игровые механики в новом направлении, в то же время не трогая основные элементы прошлой игры. Игра вышла в Японии в 2008 году для PlayStation 2, западный релиз состоялся в декабре 2008 года в Северной Америке и в марте 2009 года на территории Европы.
Действие игры Persona 4 в отличие от предыдущей игры серии происходит не в крупном городе, а в вымышленном сельском городке Инаба, но игровая механика в обеих играх во многом схожа. Главный герой — старшеклассник Ю Наруками, на год переехавший из крупного города в сельскую местность. В ходе этого года он оказывается втянут в расследование убийств и получает способность вызывать Персон. В городе начинают происходить необъяснимые убийства: тела обнаруживаются, висящими на столбах телефонных линий или линий электропередач (а иногда и вовсе на антеннах), а причину смерти установить не удаётся. В то же время начинает ходить слух, что если в дождливый день в полночь смотреть в экран выключенного телевизора, то можно увидеть человека с родственной душой. Решая проверить этот слух, группа старшеклассников обнаруживает погружённый в туман мир внутри телевизоров, населённый монстрами, называемыми Тенями. Так же они находят собственных Теневых двойников, символизирующих подавляемые стороны их характера. Сражение с двойниками пробуждает способности вызывать существ, известных как «Персоны» — мистические сущности, носящие имена древних богов, демонов или героев. Использующие Персон школьники создают Команду Расследования (англ. Investigation Team), чтобы расследовать связь между Телемиром и убийствами, а по возможности, и поймать убийцу.
Тема сюжета Persona 4 была навеяна различными детективными романами. Провинциальный сеттинг был введён в игру, чтобы больше погрузить игроков в повседневную жизнь персонажей. Чтобы разбавить череду событий и сюжетный прогресс, разработчики добавили множество разнообразных событий и развлечений, которыми игрок волен заниматься в свободное от зачистки подземелий время. Главным героем игры является старшеклассник, переехавший на год в Инабу к родственникам из-за сложного рабочего графика его родителей. Протагонист традиционно для игр Persona молчалив и безымянен (игрок даёт ему имя в начале; в аниме-адаптации и файтинге Persona 4 Arena герой носит имя Ю Наруками, а в манге героя зовут Сёдзи Сета), его личность и поведение формирует игрок путём выбора действий по ходу игры. В школе он встречает и заводит новых друзей — Ёсукэ Ханамура (неуклюжий и весьма чудаковатый сын менеджера местного торгового центра), Тиэ Сатонака (фанатка боевых искусств и фильмов про кунг-фу) и Юкико Амаги (красивая и элегантная девушка, работающая в семейной гостинице) учатся с ним в одном классе; классом младше учатся Кандзи Тацуми (местный хулиган), Рисэ Кудзикава (идол, решившая уйти из шоу-бизнеса) и Наото Сироганэ (юный детектив, помогавший полиции в расследовании инцидента). После попадания в Телемир группа так же встречает таинственное доброжелательное существо по имени Тэдди (Кума в японской версии), похожего на пустой костюм маскота медведя. Тэдди обращается к протагонисту «сэнсэй».
Популярность игры повлекла за собой создание сторонних продуктов, в том числе и аниме-адаптации Persona 4: The Animation, где в качестве сэйю выступили актёры озвучивания оригинальной игры. В 2012 году на PlayStation Vita вышел улучшенный ремейк игры под названием Persona 4: The Golden (известна как Persona 4 Golden на Западе). Игра получила восторженные отзывы прессы и имеет самый высокий балл на Metacritic среди всех игр для PlayStation Vita.
Игры для домашних и портативных консолей
- Shin Megami Tensei: Persona 4 — PlayStation 2 (2008)
- Persona 4 Golden — PlayStation Vita (2012), Windows (2020), PlayStation 4, Xbox One, Xbox Series X|S, Nintendo Switch (2023)
- Persona 4: Dancing All Night — PlayStation Vita, PlayStation 4 (2015)
- Persona 4 Arena — аркадные автоматы, PlayStation 3, Xbox 360 (2012)[12]
- Persona 4 Arena Ultimax — аркадные автоматы, PlayStation 3, Xbox 360 (2013), Nintendo Switch, PlayStation 4, Windows (2022)[13]
- Persona Q: Shadow of the Labyrinth — Nintendo 3DS (2014)[14]
- Persona Q2: New Cinema Labyrinth  — Nintendo 3DS (2018)
- Persona 4: Revival — TBA

Игры для мобильных телефонов
- Persona 4 The Card Battle — мобильные телефоны (2012)

Аниме
- Persona 4: The Animation (2011)
- Persona 4: The Golden Animation (2014)

Манга
- Persona 4
- Persona 4 The Magician
- Persona 4 x Detective Naoto

Книги
- Persona 4 x Detective Naoto
- Persona 4: Your Affection
- Persona 4: Kiri no Amnesia

### ВселеннаяPersona 5
Persona 5 была анонсирована в ноябре 2013 года на специальной трансляции Atlus, посвящённой новым играм сериала.
История Persona 5 будет сконцентрирована на трудностях жизни в современном обществе, ограниченном правилами, самим же обществом и установленными. Главные герои игры пытаются вырваться из этих «оков». Все центральные персонажи — часть современного общества, и каждый из них будет сдержан какими-то его рамками, попытки вырваться из которых и будут составлять историю игры. Сюжет разворачивается вокруг протагониста, переехавшего на 1 год жить в Токио после того, как его отчислили из школы и влепили испытательный срок из-за ложного обвинения за нападение на могущественного конгрессмена и поселившегося в кафе у знакомого своих родителей. Как обычно, протагонист молчаливый и безымянный, в начале игры игрок сам даёт протагонисту имя, в аниме-адаптации и ритм-игре Persona 5: Dancing in Starlight, герой носит имя Рэн Амамия, а в манга-адаптации его зовут Акира Курусу. Личность, поведение, манеру общения, а также вторую половинку игрок сам выбирает протагонисту на протяжении геймплея по устоявшейся традиции серии.
Днём главный герой посещает школу и ведёт обычную жизнь, но спокойствие нарушает некий инцидент и появление кота Морганы, после чего герой вместе со своими друзьями образовывает группу так называемых Призрачных Похитителей Сердец для исследования некого «Дворца» — места, созданного силой человеческих сердец. Группа отправляется на похищение и искоренение злых помыслов и желаний людей из их душевного мира, которые рискуют обернуться опасностью для жителей реального мира. У каждого члена банды есть кодовое имя и свои травмы и причины на то, почему они хотят изменить общество.
Состоит она из протагониста под кодовым именем Джокер, его лучшего друга и бывшего чемпиона по бегу Рюдзи «Черепа» Сакамото, их одноклассницы и модели Энн «Пантеры» Такамаки, кота Морганы «Моны», чудаковатого, но талантливого художника Юсукэ «Лиса» Китагавы, самой первой ученицы, а также президента школьного совета Макото «Королевы» Ниидзимы, замкнутой и не умеющей общаться с людьми хакерши Футабы «Оракула» («Нави» в Японии) Сакуры, наследницы ресторанной сети Хару «Нуар» Окумуры и хитрого детектива Горо «Ворона» Акэти. В Persona 5 Royal в банде появляется новый член и новое действующее лицо — гимнастка и спортсменка Сумирэ «Фиалка» Ёсидзава. С протагонистом также работают его доверенные, с которыми он знакомится на протяжении игры, прокурор Саэ Ниидзима, его опекун Содзиро Сакура и обитатели Бархатной Комнаты: Игорь и его ассистентки Юстина и Каролина, позже Лавенца.
Persona 5 Strikers, вдохновлённая серией Dynasty Warriors, вышла 20 февраля 2020 в Японии, а на западе релиз состоялся 23 февраля 2021 года. Действие игры разворачивается спустя полгода после оригинала; Джокер с Морганой возвращаются в Токио чтобы провести летние каникулы с Призрачными Похитителями и навестить Содзиро. В игре появляются 2 новых члена банды: ИИ София под кодовым именем Софи, и полицейский инспектор Дзэнкити Хасэгава под кодовым именем Волк.
31 октября 2019 в Японии и 31 марта 2020 на западе вышла улучшенная версия игры Persona 5 Royal, включая в себя новую сюжетную линию, новых Персон, новые сцены, новые механики и ранее недоступных районы в Токио, локации во Дворцах и развлечения. Протагонист также теперь может пользоваться крюком, посещать джазовый клуб и играть в дартсы и бильярды в свободное время. В игре есть 3 новых действующих лица в виде школьного психолога Такуто Маруки, дружелюбного существа Хосе и гимнастки Касуми Ёсидзавы.
В декабре 2018, создатель серии игр Super Smash Bros. Масахиро Сакураи объявил, что протагонист станет бойцом в файтинге Super Smash Bros. Ultimate. 17 апреля 2019 Джокер поступил в продажу. Его бойцовский набор также включает в себя арену Мементос, цвет которой меняется в зависимости от того, из какой игры фоновой саундтрек (Persona 5 — красный, Persona 4 — жёлтый, Persona 3 — синий).
В 2023 году был анонсирован мобильный спин-офф Persona 5: The Phantom X, открытое бета-тестирование было открыто в апреле 2024 года.
Игры для домашних и портативных консолей
- Persona 5 — PlayStation 3, PlayStation 4 (2016)[16]
- Persona 5: Dancing in Starlight — Playstation 4, Playstation Vita (2018)
- Persona 5 Royal — PlayStation 4 (2019), PlayStation 5, Xbox One, Xbox Series X|S, Nintendo Switch, Windows (2022)
- Persona 5 Strikers — PlayStation 4, Nintendo Switch (2020), Windows (2021)
- Persona 5 Tactica — PlayStation 4, PlayStation 5, Xbox One, Xbox Series X|S, Nintendo Switch, Windows (2023)

Мобильные и браузерные игры
- Persona 5: The Phantom X — Android, iOS, Windows (2024)

Аниме
- Persona 5 The Animation: The Day Breakers (2016)
- Persona 5 The Animation (2018)
- Persona 5 The Animation Specials (2019)

### Кроссоверы
Существуют продукты серии Persona, в которых встречаются персонажи из разных номерных игр сериала. Чаще всего героями этих произведений становятся персонажи самых популярных игр сериала, Persona 3 и Persona 4. Серия файтингов Persona 4 Ultimate in Mayonaka Arena (в других странах выходит под брендом Persona 4 Arena), созданная Atlus совместно с Arc System Works — один из таких примеров.
В июне 2014 года вышла Persona Q: Shadow of the Labyrinth, которая рассказывает о встрече персонажей Persona 3 и Persona 4 и их совместном приключении, а 4 года спустя вышла Persona Q2: New Cinema Labyrinth,, в которой добавили персонажей Persona 5 и главную героиню Persona 3 Portable.
Манга
- Persona 5 Manga

### Прочее
Мобильные и браузерные игры
- Persona Mobile Online — мобильные телефоны (2009)

Аниме
- Persona -trinity soul- (2008)

## Состав разработчиков
| Год  | Игра                          | Режиссёр(ы)     | Продюсер(ы)   | Исполнительные продюсеры | Геймдизайнер(ы)                | Сценарист(ы)                               | Художник(и)                     | Композитор(ы)                                               |
| ---- | ----------------------------- | --------------- | ------------- | ------------------------ | ------------------------------ | ------------------------------------------ | ------------------------------- | ----------------------------------------------------------- |
| 1996 | Revelations: Persona          | Кодзи Окада     | Atlus         | Atlus                    | Такаюки Идэ, Масахиса Ватанабэ | Тадаси Сатоми                              | Кадзума Канэко                  | Хидэхито Аоки, Мисаки Окибэ, Кэнъити Цутия, Сёдзи Мэгуро    |
| 1999 | Persona 2: Innocent Sin       | Такэси Томинага | Кодзи Окада   | Наоя Харано              | Масафуми Хондо                 | Тадаси Сатоми                              | Кадзума Канэко                  | Кэнъити Цутия, Тосико Тасаки, Масаки Курокава               |
| 2000 | Persona 2: Eternal Punishment | Такэси Томинага | Кодзи Окада   | Наоя Харано              | Масафуми Хондо                 | Тадаси Сатоми                              | Кадзума Канэко                  | Кэнъити Цутия, Тосико Тасаки, Масаки Курокава, Сёдзи Мэгуро |
| 2006 | Shin Megami Tensei: Persona 3 | Кацура Хасино   | Кацура Хасино | Кодзо Итагаки            | Дайсукэ Канада                 | Юйтиро Танака                              | Сигэнори Соэдзима               | Сёдзи Мэгуро                                                |
| 2008 | Shin Megami Tensei: Persona 4 | Кацура Хасино   | Кацура Хасино | Сигэру Игари             | Ацуси Ватанабэ, Адзуса Кидо    | Юйтиро Танака, Акира Кавасаки, Адзуса Кидо | Сигэнори Соэдзима               | Сёдзи Мэгуро                                                |
| 2016 | Persona 5                     | Кацура Хасино   | Кацура Хасино | Наото Хираока            | Кацура Хасино                  | Синдзи Ямамото, Кацура Хасино              | Масаёси Суто, Сигэнори Соэдзима | Сёдзи Мэгуро                                                |

## Различия между играми Megami Tensei и Persona
В отличие от Megami Tensei и Shin Megami Tensei, серия Persona не включает в себя возможности вербовки демонов для совместных битв. Так же, как и в играх основного цикла Shin Megami Tensei, персонажи используют в бою основное оружие, вроде мечей или пистолетов, но магические способности черпаются из сил Персон, а не демонов. В то же время, Персон, как и демонов, можно скрещивать между собой для получения более сильных Персон. Из основной серии Persona так же иногда использует систему лунных фаз, влияющих на игру: в Persona 2 они отсутствовали, в третьей части просто указывали на приближение ключевых моментов сюжета, а в Persona 4 вместо лунных фаз фокус сместился на погодные условия — игра заканчивалась, если игрок не успевал спасти ключевых персонажей до наступления тумана после нескольких дождливых дней (правда, строго фиксированных), плюсом некоторые активности зависели от погоды. Подобное сохранилось и в Persona 5, за исключением отмены погодных крайних сроков.
Если в Shin Megami Tensei основной денежной единицей являлась «макка» (англ. «Macca»), то Persona, из-за приближенности к реальности, использует иены.
Revelations: Persona использует традиционный для Shin Megami Tensei вид от первого лица для исследования подземелий, но в дилогии Persona 2 используется изометрическая камера. Подземелья с монстрами в Persona 3 и Persona 4 выполнены в полном 3D с доступной игроку возможностью изменять угол обзора камеры, но если в третьей части камера всё также смотрит сверху, то потом её сделали от третьего лица. Persona Q: Shadow of the Labyrinth впервые в серии после первой игры возвращает в сериал вид от первого лица.

## Музыкальное сопровождение
Основным композитором франчайза Shin Megami Tensei: Persona является Сёдзи Мэгуро, работающий в Atlus. Некоторая часть треков написана другими композиторами: так, практически весь саундтрек к Persona 4 Arena был написан Ацуси Китадзё.

### «Aria of the Soul»
Aria of the Soul (яп. 全ての人の魂の詩 Субэтэ но хито но тамаси но ута, рус. «Ария души»), также известная как «Poem of Everyone’s Soul» — традиционная для серии игр Persona композиция, одна из основных музыкальных тем сериала, которую чаще всего можно услышать во время визита в Бархатную Комнату. Композиция в полноценном виде впервые появляется в саундтреке Shin Megami Tensei: Persona 3 (Persona 3 Original Soundtrack), после чего повторно встречается в Persona 4 Original Soundtrack и в качестве аранжировки в Burn My Dread -Reincarnation: Persona 3-. Дополнительно она используется в PSP-версии Persona 2: Innocent Sin (если в настройках выбран новый саундтрек). Мелодия была так же была представлена в качестве ремикса под названием The Battle for Everyone’s Souls; её можно услышать в предпоследней битве Persona 3, а также в качестве фоновой музыки во время битв с участием Элизабет в Persona 4 Arena; дополнительно был подготовлен ремикс и для Маргарет, сестры Элизабет.
Дополнительные ремиксы появлялись в саундтреках Persona 3 и Persona 4 под названиями Blues in Velvet Room и Electronica in Velvet Room, соответственно. Также тема главного меню для Persona 4: Dancing All Night является ремиксом Aria of the Soul.

### Persona Music Live / Persona Music FES
Начиная с 2008 года, Atlus проводит ежегодные концерты под брендом Persona Music Live (в 2013 году было изменено на Persona Music FES). На концертах исполняется живая музыка из игр Persona 3 и Persona 4, а также из сопутствующих им продуктов (например, саундтрек из Persona 4: The Animation). Все выступления осуществляются оригинальными исполнителями: Lotus Juice, Сикоко Хирата, Юми Кавамура и другие исполнители исполняют вокальные партии, а музыка играется вживую самим композитором серии Сёдзи Мэгуро и приглашёнными музыкантами.

## Реакция публики
Практически все игры серии Shin Megami Tensei: Persona получали восторженные отзывы прессы, а последние выпуски сериала пользовались успехом у публики, по большей части благодаря улучшенной и удобной боевой системе и качественным сюжетам. Интеграция элементов социального взаимодействия также была тепло принята игроками. Похвалы удостоились качественно прописанные сюжетные линии социальных связей и характеры персонажей.
Журналисты отмечали и мнимую «детскую» атмосферу, которая умело превращалась во взрослое повествование. Андрей Загудаев, журналист портала Gmbox.ru, отметил в рецензии к Persona 4 Golden, что «…стоит только игре набрать нужные обороты, как она пробивает какую-то невидимую стену и мгновенно превращается из детского детектива в духе рассказов про Нэнси Дрю в одно из самых взрослых и цельных игровых произведений последних лет». Журналист Examiner подвела итог под рецензией словами «…если вы всё ещё в раздумиях, покупать эту игру или нет, купите её; если вы не решались купить PlayStation Vita, купите и её, и Persona 4 Golden» и «это просто одна из лучших игр за последние годы». Persona 3 и Persona 4 неоднократно включались в списки лучших ролевых игр десятилетия.